# Marine der Koreanischen Volksarmee
Die Marine der Koreanischen Volksarmee (조선인민군 해군, engl.: Korean People's Military Navy) bezeichnet die Seestreitkräfte der Demokratischen Volksrepublik Korea.

## Geschichte
Die Geschichte der Nordkoreanischen Seestreitkräfte ist im Vergleich zu den meisten modernen Seestreitkräften kurz. Sie begann mit der Schaffung einer „Maritimen Sicherheitstruppe“ am 5. Juni 1946. Das Hauptquartier der Truppe befand sich in der nordkoreanischen Stadt Wŏnsan und war ab Juli 1946 in Betrieb. Das Hauptquartier wurde dann erweitert und in die Hauptstadt Pjöngjang verlegt, um den Seeverkehr effektiver zu steuern. Zudem wurden die Maritime Sicherheitstruppe im Dezember desselben Jahres in Marine Patrouillen umbenannt. Die Marine Patrol Academy wurde im Juni 1947 in Wŏnsan gegründet, um ein professionelles Korps von Marineoffizieren auszubilden und aufzustellen.
Ursprünglich unter dem Dach des nordkoreanischen Innenministeriums tätig, wurde die Befehlsgewalt am 20. August 1949 an das Ministerium für nationale Sicherheit übertragen. Mit der Indienststellung eines Torpedogeschwaders am 29. August wurde sie offiziell als Seestreitkraft anerkannt und das Datum wurde als Marinetag gefeiert, bis dieser im Jahr 1993 auf den 5. Juni gelegt wurde.
Ende Mai 2025 missglückte der Stapellauf des zweiten Exemplars eines neuen Schiffstyps, eines 5000 t schweren Zerstörers der Choe-Hyon-Klasse, im Hafen Chongjin – es kenterte teilweise, Teile des Schiffsbodens wurden zerstört. Es wurde repariert und knapp drei Wochen später am 12. Juni 2025 erneut zu Wasser gelassen. Nordkorea kündigte die Herstellung von zwei weiteren Exemplaren dieses Typs an.

## Flotte

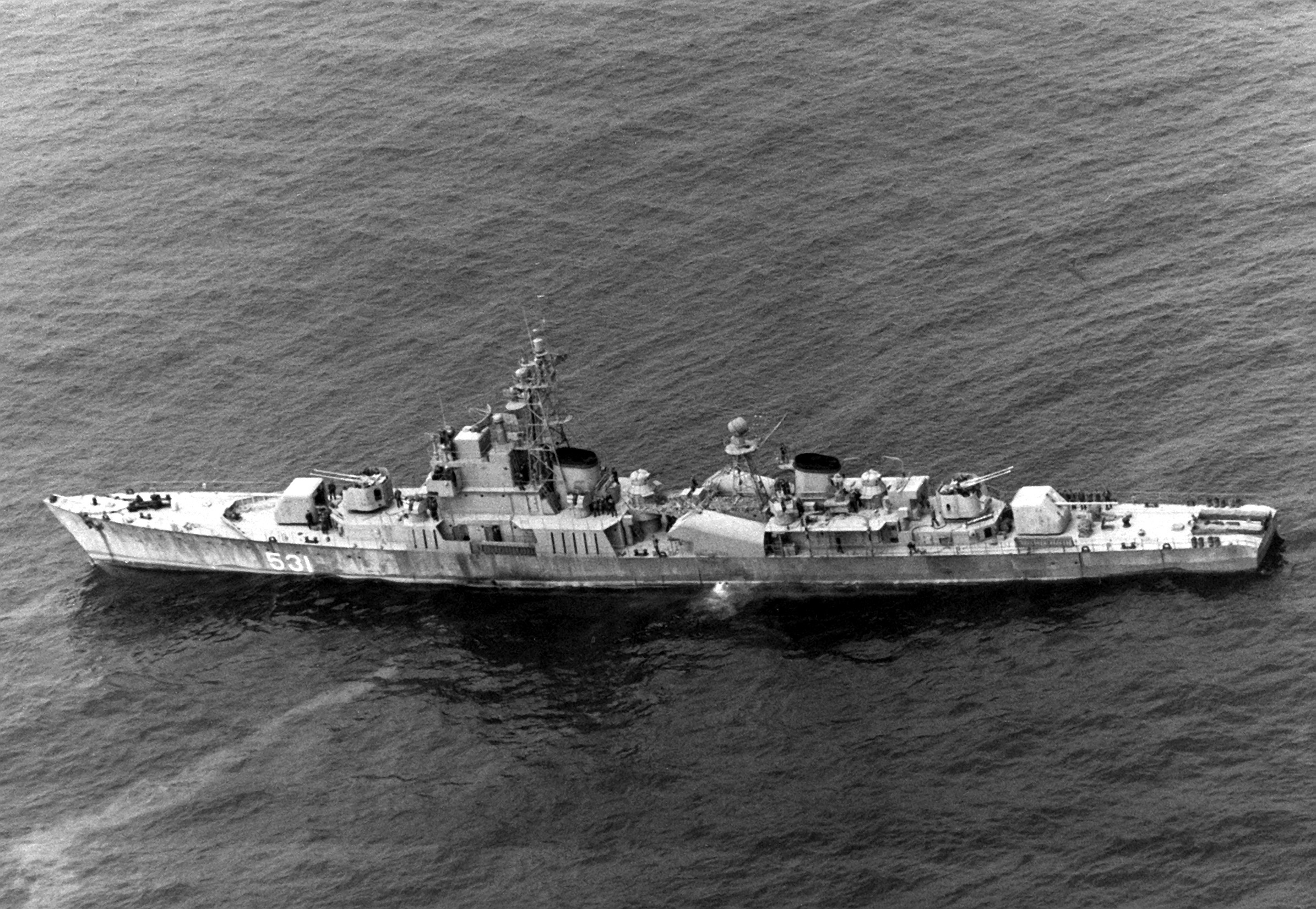
Fregatte der Najin-Klasse

Als kleinste Teilstreitkraft des nordkoreanischen Militärs verfügt die Marine über eine Personalstärke von rund 60.000 Offizieren, Unteroffizieren und Mannschaften. Sie gliedert sich in zwei Flottenkommandos (Gelbes Meer im Westen / Japanisches Meer im Osten), 16 Geschwader, zwei Brigaden Spezialkräfte und Küstenschutzeinheiten.
Die größten Schiffseinheiten sind zwei Fregatten der Najin-Klasse. Hierbei handelt es sich um nordkoreanische Eigenkonstruktionen, über die wenige gesicherte Informationen vorliegen. Sie ähneln der ehemals sowjetischen Kola-Klasse, haben eine Verdrängung von 1500 bis 2000 Tonnen und sind laut IISS mit SS-N-2 Styx und KN-19-Seezielflugkörpern, RBU-1200-Wasserbombenwerfern, jeweils zwei 100-mm-Kanonen und zwei 57-mm-Kanonen bewaffnet. Ebenfalls aus dem älteren Bestand stammen die in den 1960er-Jahren gebauten fünf Korvetten der Sariwon-Klasse. Zwei leichte Fregatten der Tuman-Klasse wurden Anfang der 2010er-Jahre gesichtet, allerdings ist ihr Status derzeit unbekannt. Diese haben eine Länge von knapp 80 Metern und eine Verdrängung von 1300 Tonnen. Die neusten Schiffe in der Flotte sind die beiden Korvetten der Amnok-Klasse, welche mit Hwasal-2-Marschflugkörpern, 9K310-Igla-1-Flugabwehrraketen, RBU-1200-Wasserbombenwerfern und AK-630-Flugabwehrgeschützen bewaffnet sein sollen.
Eine große Zahl von kleinen, überwiegend überalterten Einheiten bilden das Rückgrat der nordkoreanischen Flotte. Es handelt sich um rund zehn Schiffe der Osa-Klasse, sechs Schiffen des Typs 037, zwölf Patrouillenboote der Taechon-Klasse, zwölf Flugkörperschnellboote der Komar-Klasse und vier Flugkörperschnellboote der Huangfeng-Klasse. Des Weiteren betreibt die Marine etwa 300 kleinere Patrouillenboote. Um die Jahrtausendwende hinzugekommen sind Raketenschnellboote der Nongo-Klasse. Als Katamarane gebaut, erreichen diese Einheiten Geschwindigkeiten von bis zu 48 Knoten. Beobachtet wurden von dieser Klasse nur sechs Einheiten.
20 dieselelektrische U-Boote der russischen Romeo-Klasse sind offiziell im Dienst. Ergänzt wird die U-Boot-Waffe durch eine unbekannte Zahl an Kleinst-U-Booten (Sang-o-Klasse; Yono-Klasse), die vor allem zum Absetzen von Spionage- und Aufklärungstrupps in Südkorea dienen. Solche primitiven, aber in der Erfüllung ihrer Aufgabe durchaus wirksamen Boote sind bereits des Öfteren durch Unfälle oder technische Defekte in die Hand der südkoreanischen Marine gefallen (siehe koreanischer U-Boot-Zwischenfall (1996)). Die Versenkung der südkoreanischen Korvette Cheonan wird im internationalen Untersuchungsbericht zum Fall einem von einem solchen Mini-U-Boot abgefeuerten Torpedo zugeschrieben. Das neueste U-Boot der Sinpo-Klasse wurde 2023 in Dienst gestellt. Es verfügt über die Möglichkeit, ballistische Raketen des Typs Pukguksong-3 unter Wasser zu starten.
Die Marine verfügt auch über eine starke amphibische Komponente von etwa 265 Landungsschiffen (davon etwa 135 Luftkissenboote der Kongbang-Klasse), was die offensive Kampfdoktrin Nordkoreas unterstreicht. Zur Unterstützung der Operationen sind 20 kleine Minenleger sowie etwa 23 Hilfsschiffe vorhanden.
Der Küstenschutz verfügt über mehrere M-1992- und SM-4-1-130-mm-Kanonen, HY-1 sowie Kumsong-3-Seezielflugkörper und mehrere Artillerie-Geschütze A-19 sowie ML-20.
Am 23. April 2016 erfolgte vor der Ostküste nahe der Stadt Sinp’o-shi (Provinz Hamgyŏng-namdo) erstmals der Einsatz einer U-Boot-gestützten ballistischen Rakete (SLBM) von einem getauchten konventionell betriebenen U-Boot (vermutlich Projekt 629, NATO-Codename: Golf-II-Klasse). Die Rakete flog rund 30 Kilometer.
Am 24. August 2016 erfolgte vor der Ostküste nahe der Stadt Sinp’o-shi der erneute erfolgreiche Start einer U-Boot-gestützten ballistischen Rakete (SLBM) vom Typ KN-11 entgegen internationaler Vereinbarungen. Die Rakete flog rund 500 Kilometer in Richtung der japanischen Air Defense Identification Zone (ADIZ).

## Stützpunkte
Die nordkoreanische Marine verfügt über folgende Stützpunkte:
Gelbes Meer:
- Namp’o (Hauptquartier der westlichen Flotte) ()
- Tasa-ri ()
- Taehwa-do (mit Schiffsbunker)()
- Chosa-dong (Schiffsbunker vorhanden; Status des Stützpunktes unbekannt) ()
- Pip'a-got (mit Schiffsbunker) ()
- Ch'o-do ()
- Sagon-ni ()
- Sunwi-do (mit Schiffsbunker) ()
- Yongho-do (mit Schiffsbunker) ()

Japanisches Meer:
- Ryoho-ri (mit Schiffsbunker) (Hauptquartier der östlichen Flotte) ()
- Najin ()
- Puam-dong (mit Schiffsbunker) ()
- Cha'ho (mit Schiffsbunker) ()
- Mayang-do ()
- Mugyepo ()
- Munchon-up (mit Schiffsbunker) ()
- Ryo-do (mit Schiffsbunker) ()
- Namae (mit Schiffsbunker) ()
- Changjon (mit Schiffsbunker) ()